# Хаманельская Обь
Хаманельская Обь — протока в Ямальском районе Ямало-Ненецкого автономного округа.
Начало протоки между островами Лебендиго (или Лимбянго) и Наречи, ответвляется от Оби на 143-м км левого берега. Длина водотока — 124 км.

## Данные водного реестра
По данным государственного водного реестра России относится к Нижнеобскому бассейновому округу, водохозяйственный участок реки — Обь от города Салехард и до устья, речной подбассейн реки — бассейны притоков Оби ниже впадения Северной Сосьвы. Речной бассейн реки — (Нижняя) Обь от впадения Иртыша.
Код объекта в государственном водном реестре — 15020300212115300035057.